# Famille Ignatiev
La Famille Ignatiev, en russe : род Игнатьевы, est une famille noble de l'Empire russe élevée à la dignité de comte (graf Ignatiev - Граф Игнатьев) le 19 juillet 1877, dont les descendants vivent aujourd'hui en France et aux États-Unis. Son orthographe s'écrivait en occident Ignatieff, orthographe conservée par ses descendants en Amérique.

## Origine

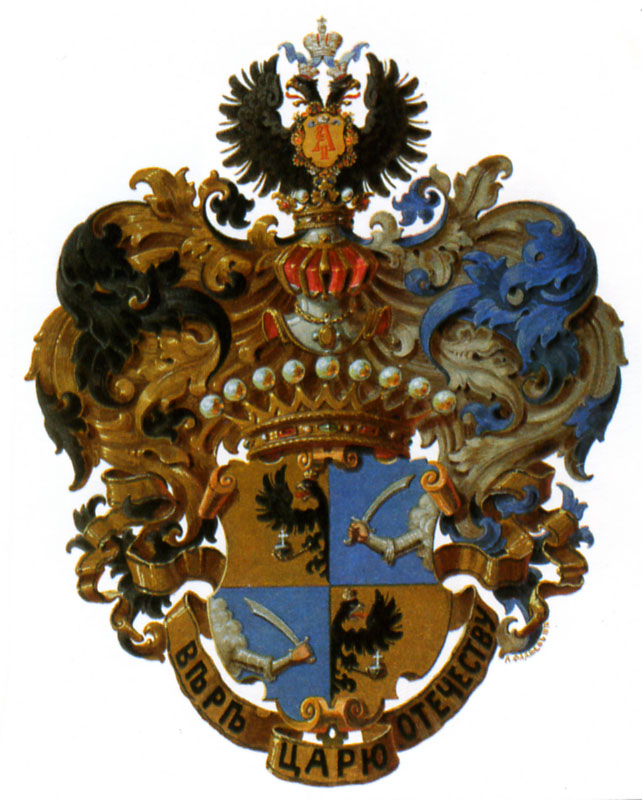
Blason des comtes Ignatiev

La lignée est issue d'une branche de la famille Plechtcheïev dont le fondateur fut le boyard Fiodor Akinfovitch Biakont natif de Tchernigov. Son arrière petit-fils Ignati Konstantinovitch Plechtcheïev, donna son nom Ignati (Ignatiev) à ses descendants.

### Fiodor Akinfovitch Biakont

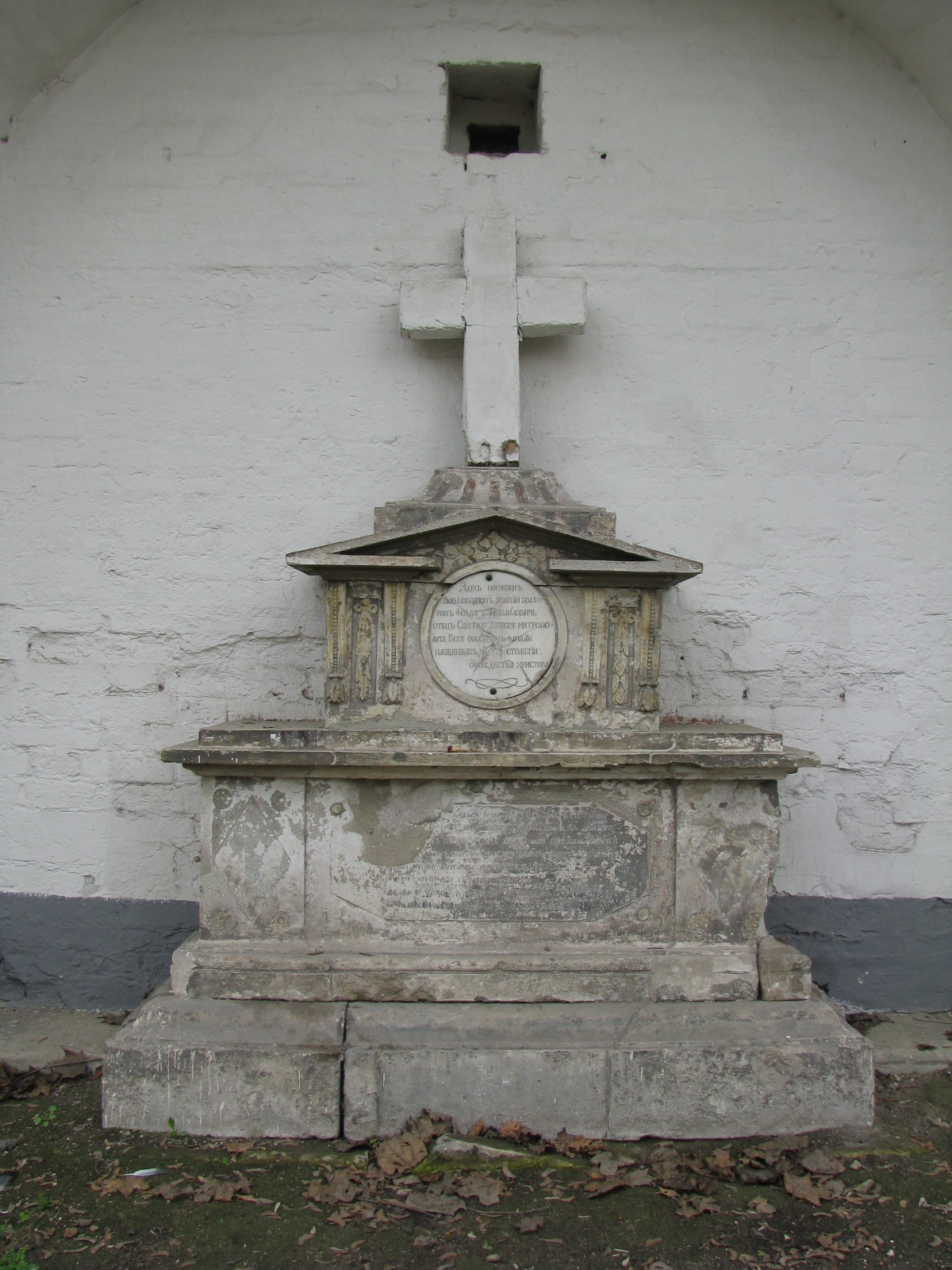
Pierre tombale de Fiodor Akinfovitch Biakont (ancêtre des membres de la famille Ignatiev) au monastère de Donskoï.

L'ancêtre des membres des familles Plechtcheïev et Ignatiev, le Boyard Fiodor Biakont était issu d'une famille de soldats ordinaires, il servit les princes de Moscou en 1340. Il eut cinq fils :
Alferov Fiodorovitch Biakont (entre 1292 et 1305-1378), fils aîné de Fiodor Biakont entra dans les ordres et prit le nom d'Alexis, le métropolite Feognost (†1353) le désigna comme vicaire, en 1354, il fut investi de la charge de métropolite de Kiev et de toutes les Russies. Il fonda, en 1365, le monastère Tchoudov (du mot russe « tchoudo /чудо/ », « miracle »). En 1366, il commença la construction du mur d'enceinte du Kremlin. Vers 1430, il fut canonisé.
Alexandre Fiodorovitch Plechtcheïev, né Biakont, (celui-ci fut surnommé Plechtcheïev) / Pletchtcheï / larges épaules / en langue russe : плечистый), le plus jeune fils de Fiodor Biakont, il fut vicaire de Kostroma (1375) et fonda la famille Plechtcheïev. Il fut le père de Danil Alexandrovitch Plechtcheïev ancêtre de la famille Basmanov.
Les fils de Feofan, Matveï et Konstantin Fiodorovitch, (fils de Fiodor Biakont) furent les ancêtres des familles Feofanov, Bestoujev et Ignatiev,.
Feofan Fiodorovitch conserva le nom de Pletchtcheïev, celui-ci eut deux fils : l'aîné Danil, le second Stepan Feofanovitch. Ce dernier eut à son tour deux fils : Konstantin et Ivan Danilovitch. Le fils aîné de Konstantin Danilovitch fut le père d'Ignati Konstantinovitch, fondateur de la dynastie de la famille Ignatiev, quant à son frère cadet Ivan Konstantinovitch, il devint l'ancêtre de la famille Jerebtsov.
L'ancêtre de la famille Ignatiev, Ignati Konstantinovitch conserva le patronyme de Pletchtcheïev. Ce fut seulement au début du XVIe siècle que les membres de cette famille adoptèrent le nom d'Ignatiev.

## Armoiries

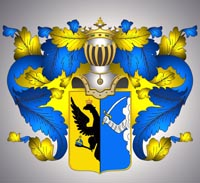
Armoiries de la famille Ignatiev

Les supports représentent une feuille azur, elle-même terminée par une feuille d'or. Au centre un écu divisé en deux parties : la partie senestre sur fond or représente un demi-aigle sable, il est coiffé d'une couronne or, emprisonné dans ses serres un orbe. Dans la partie dextre sur fond azur, sortant d'un nuage un bras protégé d'un canon d'arrière-bras, d'une cubitière et d'un canon d'avant-bras argent dont la main nue tient une épée argent. Cet écu est surmonté d'un heaume couronné, un lambrequin azur et or entoure l'écu.

### Description du blason des comtes Ignatiev en 1877
Au centre un écu divisé en quatre parties : Sur la partie senestre et la partie dextre sur fond azur sortant d'un nuage, un bras protégé par un canon d'arrière-bras, une cubitière et d'un canon d'avant-bras dont la main nue tient une épée. Sur la partie dextre et senestre sur fond or, un demi-aigle sable couronné tenant dans ses serres un orbe. L'écu est surmonté d'une couronne comtale sertie de pierres précieuses et ornée de perles. Un aigle bicéphale sable aux ailes éployées dont les pattes reposent sur un cimier couronné. Les deux têtes sont coiffées de la couronne impériale surmontée d'une croix. Entre les deux ailes, un petit écu or, en son centre le A (en référence à Alexandre Ier de Russie). Le lambrequin entourant le cimier représentent des feuilles de couleur azur, or et sable. Sous l'écu la devise de la famille Ignatiev : Foi, Tsar, Patrie.

## Propriété de la famille Ignatiev
La famille Ignatiev fut propriétaire du manoir de Tchertolino situé dans la province de Tver, le domaine de la famille s'étendait sur des dizaines de kilomètres. Les possessions de la famille Ignatiev se composaient de villages, de hameaux et de la ferme de Iakovlevo.

## Personnalités

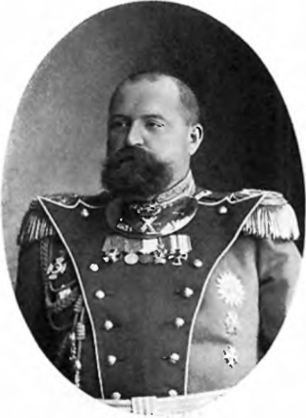
Le comte Nikolaï Nikolaïevitch Ignatiev en 1912.

- Fiodor Ivanovitch Ignatiev fut le Postelnitchi - (en russe : Постельничий) de Michel Ier de Russie (poste à la cour de Russie correspondant à la surveillance de la propreté, la décoration et la sécurité du lit du tsar).
- Stepan Loukitch Ignatiev : (décédé en 1747), il fut vice-président du collège militaire.
- Gavriil Alexandrovitch Ignatiev : (1768-1852), militaire russe, général d'artillerie, au cours des Guerres napoléoniennes, il fut l'un des commandants de l'Armée impériale de Russie. Le 2 décembre 1805, il prit part à la bataille d'Austerlitz, en 1810, il fut désigné pour diriger les travaux de la forteresse Bobrouïsk.
- Andreï Gavrilovitch Ignatiev : (1802-1879), fils du précédent, général d'artillerie, il dirigea l'usine d'armement Sestroretski.
- Nikolaï Ignatiev : fut major-général d'artillerie, en 1812, il commanda la forteresse de Bobrouisk, ce fut avec bravoure qu'il défendit cette forteresse attaquée par 12 000 polonais placés sous le commandement du général Jean-Henri Dombrowski.
- Dmitri Lvovitch Ignatiev : (1771-1833) fut un militaire russe, major-général d'infanterie et de cavalerie. Au cours des guerres napoléoniennes, il fut l'un des commandants de l'Armée impériale de Russie. En 1807, il prit part aux batailles de batailles d'Heilsberg, Friedland En 1812, il se distingua lors de la bataille de la Berezina. Le 20 juillet 1814, il fut promu major-général.
- Dmitri Alexandrovitch Ignatiev : (1770-1839) fut contre-amiral
- Ardalion Dmitrievitch Ignatiev : (1798-1851), fils du précédent, lieutenant-général, commandant du Régiment Izmaïlovski de 1847 à 1849, il épousa Anna Fiodorovna Chichmareva. De cette union naquit : Alexandre et Mikhaïl Ardalionovitch.
- Alexandre Dmitrievitch Ignatiev : (1800-?), frère du précédent, il eut deux fils : Dmitri et Piotr Alexandrovitch.
- Alexeï Dmitrievitch Ignatiev : (1803-?), frère des précédents, conseiller d'État, il fut également gouverneur civil de Saratov. Il épousa Praskovia Alexandrovna Voeïkova, de cette union naquit : Dmitri (1837-?), Alexandre (1838), Arkadi (1839-1842), Iekaterina, Vladimir.
- Vladimir Dmitrievitch Ignatiev : (1804-?), fils du précédent, il épousa Iekaterina Ivanovna, capitaine, juge de district (1845)
- Pavel Nikolaïevitch Ignatiev : (1797-1879), général d'infanterie, membre du Conseil d'État (1852), gouverneur général de Saint-Pétersbourg de 1854 à 1861, Président du Conseil des ministres (1872).
- Alexeï Pavlovitch Ignatiev : (1842-1906), fils aîné du précédent, général de cavalerie, membre du Conseil d'État, gouverneur-général d'Irkoutsk, il épousa Sofia Sergueïevna Merchtchterskaïa (1850-1944).
- Nikolaï Pavlovitch Ignatiev : (1832-1908), fils du précédent, homme politique russe, diplomate, panslaviste, général d'infanterie, adjudant-général.
- Pavel Nikolaïevitch Ignatiev : fils du précédent, Ministre de l'Instruction publique de l'Empire russe de 1915 à 1916.
- Gueorgui Pavlovitch Ignatiev : (1913-1989), fils du précédent, diplomate canadien.
- Michael Grant Ignatiev : (1947-), fils du précédent, homme politique, historien, écrivain, chef du Parti libéral du Canada.
- Nikolaï Nikolaïevitch Ignatiev :(1872-1962), fils du comte Nikolaï Pavlovitch Ignatiev, commandant du Régiment de la Garde Préobrajenski, il prit part à la Première Guerre mondiale.
- Alexeï Alexeïevitch Ignatiev : (1877-1954), fils du comte Alexeï Pavlovitch Ignatiev, militaire russe puis soviétique, diplomate et écrivain, il participa à la guerre russo-japonaise.
- Andreï Gavriilovitch Ignatiev : (1802-1879), général d'artillerie, commandant en chef de l'usine d'armement Sestrorestski.
- Andreï Nikolaïevitch Ignatiev : (1901-1973), fils du comte Nikolaï Nikolaïevitch Ignatiev († 1919), homme de lettres, historien de l'église.
- Nikolaï Ivanovitch Ignatiev : (1880-1938). Officier de la marine impériale de Russie, il prit part à la Bataille de Tsushima. Il fut exécuté par les soviétiques en 1938.
- Alexandra Nikolaïevna Ignatieva (1939-), fille du comte Nikolaï Leonidovitch Ignatiev, matriarche actuelle de la famille.